# Indonesia Open 2002
Die Indonesia Open 2002 waren eines der Top-10-Turniere im Badminton in Asien. Sie fanden vom 26. August bis zum 1. September Surabaya statt. Das Preisgeld betrug 170.000 US$.

## Austragungsort
- GOR Kertajaya Indah

## Sieger und Platzierte
| Disziplin    | Gold                            | Silber                                         | Bronze                         |
| ------------ | ------------------------------- | ---------------------------------------------- | ------------------------------ |
| Herreneinzel | Taufik Hidayat                  | Chen Hong                                      | Rony Agustinus                 |
| Herreneinzel | Taufik Hidayat                  | Chen Hong                                      | Bao Chunlai                    |
| Dameneinzel  | Gong Ruina                      | Zhang Ning                                     | Dai Yun                        |
| Dameneinzel  | Gong Ruina                      | Zhang Ning                                     | Zhou Mi                        |
| Herrendoppel | Lee Dong-soo Yoo Yong-sung      | Eng Hian Flandy Limpele                        | Halim Haryanto Tri Kusharyanto |
| Herrendoppel | Lee Dong-soo Yoo Yong-sung      | Eng Hian Flandy Limpele                        | Sigit Budiarto Candra Wijaya   |
| Damendoppel  | Gao Ling Huang Sui              | Sujitra Ekmongkolpaisarn Saralee Thungthongkam | Wei Yili Zhang Jiewen          |
| Damendoppel  | Gao Ling Huang Sui              | Sujitra Ekmongkolpaisarn Saralee Thungthongkam | Lee Kyung-won Ra Kyung-min     |
| Mixed        | Bambang Suprianto Minarti Timur | Vita Marissa Nova Widianto                     | Jens Eriksen Mette Schjoldager |
| Mixed        | Bambang Suprianto Minarti Timur | Vita Marissa Nova Widianto                     | Gao Ling Zhang Jun             |

## Finalresultate
| Disziplin    | Sieger                          | Finalist                                       | Ergebnis     |
| ------------ | ------------------------------- | ---------------------------------------------- | ------------ |
| Herreneinzel | Taufik Hidayat                  | Chen Hong                                      | 15–12, 15–12 |
| Dameneinzel  | Gong Ruina                      | Zhang Ning                                     | 11–6, 11–7   |
| Herrendoppel | Lee Dong-soo Yoo Yong-sung      | Flandy Limpele Eng Hian                        | 15–10, 15–11 |
| Damendoppel  | Gao Ling Huang Sui              | Sujitra Ekmongkolpaisarn Saralee Thungthongkam | 11–5, 11–4   |
| Mixed        | Bambang Suprianto Minarti Timur | Nova Widianto Vita Marissa                     | 11–7, 11–3   |

## Herreneinzel

### Qualifikation
- Josemari Fujimoto –  Koshinki Saga: 15-9 / 15-5
- Leonard Holvy de Pauw –  Siswanto Teguh: 15-5 / 15-5
- Simon Santoso –  Nur Cahyao: 15-0 / 15-3
- Qiu Bohui –  Agustinus Ekop Sartono: 15-10 / 15-8
- Suprobo Bagus –  Sebastian Schöttler: 15-12 / 15-8
- Sidoro Aditya –  Yohannes Hogianto: 15-7 / 15-3
- Achmad Rivai –  Andreas Adityawarman: 15-9 / 13-15 / 15-4
- Muhammad Nadip –  Johan Erwin: 15-6 / 15-10
- Cholis Nurdianto –  Adnan Fauzi: 15-6 / 12-15 / 15-3
- Andi Wirya –  Andi Hartono: 15-4 / 15-6
- Markus Wijanu Dwi Christanto –  S. Sigit: 15-13 / 8-15 / 17-16
- Jeffer Rosobin –  Agus Setiawan: 15-2 / 15-3
- Agung Irawan –  Tommy Sugiarto: 15-0 / 15-4
- Stenny Kusuma –  Sofyan: 15-5 / 15-1
- Endra Kurniawan –  Wahyudi Nanang: 15-5 / 15-9
- Taufiq Hidayat Akbar –  Tim Dettmann: 15-7 / 15-3
- Leonard Holvy de Pauw –  Josemari Fujimoto: 15-13 / 15-10
- Qiu Bohui –  Simon Santoso: 15-13 / 15-7
- Sidoro Aditya –  Suprobo Bagus: 15-4 / 15-0
- Muhammad Nadip –  Achmad Rivai: 15-6 / 15-3
- Andi Wirya –  Cholis Nurdianto: 15-8 / 2-15 / 15-4
- Jeffer Rosobin –  Markus Wijanu Dwi Christanto: 15-4 / 15-8
- Agung Irawan –  Stenny Kusuma: 15-9 / 15-3
- Taufiq Hidayat Akbar –  Endra Kurniawan: 15-11 / 15-12

### Hauptrunde
- Ramesh Nathan –  Xia Xuanze: 15-1 / 11-15 / 15-6
- Ng Wei –  Arnd Vetters: 15-2 / 15-3
- Boonsak Ponsana –  Kasper Ødum: 15-8 / 12-15 / 15-6
- Wiempie Mahardi –  Shoji Sato: 15-9 / 15-9
- Ong Ewe Hock –  Sho Sasaki: 15-7 / 15-5
- Richard Vaughan –  Kuan Beng Hong: 15-6 / 8-15 / 15-5
- Rony Agustinus –  Qiu Bohui: 15-6 / 15-1
- Kenneth Jonassen –  Fung Permadi: 15-12 / 15-7
- Yong Yudianto –  Leonard Holvy de Pauw: 16-17 / 15-2 / 15-3
- Ardiansyah Putra –  Björn Joppien: 15-8 / 7-15 / 15-12
- Sairul Amar Ayob –  Wu Yunyong: 12-15 / 15-5 / 15-12
- Taufik Hidayat –  Andi Wirya: 15-10 / 15-8
- Yohan Hadikusumo Wiratama –  Jonathan Taryoto: 15-0 / 15-1
- Chen Yu  –  Ismail Saman: 8-15 / 15-5 / 15-7
- Daniel Eriksson –  Yousuke Nakanishi: 17-15 / 15-0
- Lee Chong Wei –  Keita Masuda: 17-14 / 15-6
- Marleve Mainaky –  Kasper Fangel: 15-8 / 15-9
- Jens Roch –  Bobby Milroy: 15-8 / 15-11
- Taufiq Hidayat Akbar –  Lee Tsuen Seng: 15-11 / 15-13
- Muhammad Nadip –  Franklin Wahab: 15-7 / 15-1
- Agus Hariyanto –  Jang Young-soo: 15-4 / 5-15 / 15-1
- Rasmus Wengberg –  Khrishnan Yogendran: 15-8 / 15-11
- Bao Chunlai –  Hendrawan: 15-9 / 15-7
- Chen Hong –  Hidetaka Yamada: 15-10 / 15-8
- Yong Hock Kin –  Anders Boesen: 9-15 / 15-8 / 15-9
- Budi Santoso –  Agung Irawan: 15-7 / 15-3
- Shon Seung-mo –  Sidoro Aditya: 15-9 / 15-4
- Sony Dwi Kuncoro –  Roman Spitko: 15-7 / 15-8
- James Chua –  Khankham Malaythong: 15-4 / 15-5
- Yeoh Kay Bin –  Jeffer Rosobin: 15-2 / 15-7
- Irwansyah –  Lin Dan: 15-9 / 15-9
- Ng Wei –  Ramesh Nathan: 15-13 / 15-4
- Boonsak Ponsana –  Wiempie Mahardi: 15-2 / 15-12
- Ong Ewe Hock –  Park Tae-sang: 15-13 / 15-9
- Rony Agustinus –  Richard Vaughan: 15-7 / 15-9
- Kenneth Jonassen –  Yong Yudianto: 15-5 / 15-0
- Sairul Amar Ayob –  Ardiansyah Putra: 17-14 / 15-2
- Taufik Hidayat –  Yohan Hadikusumo Wiratama: 17-15 / 15-9
- Chen Yu  –  Daniel Eriksson: 15-3 / 15-7
- Marleve Mainaky –  Lee Chong Wei: 8-15 / 15-13 / 15-10
- Taufiq Hidayat Akbar –  Jens Roch: 7-15 / 15-12 / 15-9
- Agus Hariyanto –  Muhammad Nadip: 15-2 / 15-0
- Bao Chunlai –  Rasmus Wengberg: 15-9 / 15-9
- Chen Hong –  Yong Hock Kin: 2-15 / 15-11 / 15-8
- Budi Santoso –  Shon Seung-mo: 15-12 / 15-13
- Sony Dwi Kuncoro –  James Chua: 15-12 / 5-15 / 17-15
- Yeoh Kay Bin –  Irwansyah: 8-15 / 15-7 / 15-3
- Boonsak Ponsana –  Ng Wei: 15-5 / 15-12
- Rony Agustinus –  Ong Ewe Hock: 15-14 / 15-9
- Sairul Amar Ayob –  Kenneth Jonassen: 15-6 / 11-15 / 15-7
- Taufik Hidayat –  Chen Yu: 15-8 / 15-9
- Taufiq Hidayat Akbar –  Marleve Mainaky: 15-2 / 15-2
- Bao Chunlai –  Agus Hariyanto: 15-8 / 11-15 / 15-7
- Chen Hong –  Budi Santoso: 15-11 / 15-8
- Sony Dwi Kuncoro –  Yeoh Kay Bin: 15-11 / 4-15 / 15-7

### Endrunde
|  | Viertelfinale | Viertelfinale        | Viertelfinale  | Viertelfinale | Viertelfinale | Viertelfinale  | Viertelfinale |   |           | Halbfinale | Halbfinale | Halbfinale | Halbfinale | Halbfinale | Halbfinale | Halbfinale |  |  | Finale | Finale | Finale | Finale | Finale | Finale | Finale |
|  |               |                      |                |               |               |                |               |   |           |            |            |            |            |            |            |            |  |  |        |        |        |        |        |        |        |
|  |               | Bao Chunlai          | 15             | 15            |               |                |               |   |           |            |            |            |            |            |            |            |  |  |        |        |        |        |        |        |        |
|  |               | Taufiq Hidayat Akbar | 9              | 8             |               |                |               |   |           |            |            |            |            |            |            |            |  |  |        |        |        |        |        |        |        |
|  |               | Taufiq Hidayat Akbar | 9              | 8             | Bao Chunlai   | 10             | 2             |   |           |            |            |            |            |            |            |            |  |  |        |        |        |        |        |        |        |
|  |               |                      |                |               |               |                |               |   |           |            |            |            |            |            |            |            |  |  |        |        |        |        |        |        |        |
|  |               |                      | Chen Hong      | 15            | 15            |                |               |   |           |            |            |            |            |            |            |            |  |  |        |        |        |        |        |        |        |
|  |               | Chen Hong            | Chen Hong      | 15            | 15            | 15             | 15            |   |           |            |            |            |            |            |            |            |  |  |        |        |        |        |        |        |        |
|  |               |                      |                |               |               |                |               |   |           |            |            |            |            |            |            |            |  |  |        |        |        |        |        |        |        |
|  |               | Sony Dwi Kuncoro     | 5              | 9             |               |                |               |   |           |            |            |            |            |            |            |            |  |  |        |        |        |        |        |        |        |
|  |               |                      |                |               |               |                |               |   | Chen Hong | 12         | 12         |            |            |            |            |            |  |  |        |        |        |        |        |        |        |
|  |               |                      | Taufik Hidayat | 15            | 15            |                |               |   |           |            |            |            |            |            |            |            |  |  |        |        |        |        |        |        |        |
|  |               | Boonsak Ponsana      | 12             | 15            | 12            |                |               |   |           |            |            |            |            |            |            |            |  |  |        |        |        |        |        |        |        |
|  |               | Rony Agustinus       | 15             | 11            | 15            |                |               |   |           |            |            |            |            |            |            |            |  |  |        |        |        |        |        |        |        |
|  |               | Rony Agustinus       | 15             | 11            | 15            | Rony Agustinus | 12            | 9 |           |            |            |            |            |            |            |            |  |  |        |        |        |        |        |        |        |
|  |               |                      |                |               |               |                |               | 9 |           |            |            |            |            |            |            |            |  |  |        |        |        |        |        |        |        |
|  |               |                      | Taufik Hidayat | 15            | 15            |                |               |   |           |            |            |            |            |            |            |            |  |  |        |        |        |        |        |        |        |
|  |               | Sairul Amar Ayob     | Taufik Hidayat | 15            | 15            | 15             | 13            | 6 |           |            |            |            |            |            |            |            |  |  |        |        |        |        |        |        |        |
|  |               |                      |                |               |               |                |               | 6 |           |            |            |            |            |            |            |            |  |  |        |        |        |        |        |        |        |
|  |               | Taufik Hidayat       | 12             | 15            | 15            |                |               |   |           |            |            |            |            |            |            |            |  |  |        |        |        |        |        |        |        |

## Dameneinzel

### Qualifikation
- Dwi Ratna –  Imronah Siti: 11-5 / 11-5
- Veronica –  Sandra Marinello: 11-3 / 11-4
- Adriyanti Firdasari –  Dwi Ratna: 11-1 / 11-2
- Fitria Firdaus –  Aprilia Yuswandari: 11-6 / 11-6
- Silvi Antarini –  Anastasia Emaya: 11-4 / 11-3
- Maria Kristin Yulianti –  Yeni Diah: 11-2 / 11-2
- Fransisca Ratnasari –  Haleyna: 11-9 / 11-3
- Nining Kustiyaningsih –  Olivia: 11-1 / 11-1
- Shendy Puspa Irawati –  Marissa Ip: 11-7 / 13-12
- Siti Mahiroh –  Holly Yosiana: 11-8 / 11-7
- Yuan Kartika Putri –  Gustiani Megawati: 11-8 / 11-3
- Richa Sari Pawestri –  Priyanti Cahyaning: 11-9 / 11-5
- Maria Elfira Christina –  Resti Amalia Nova: 11-1 / 11-2
- Adriyanti Firdasari –  Veronica: 11-3 / 11-1
- Silvi Antarini –  Fitria Firdaus: 6-11 / 11-9 / 11-2
- Maria Kristin Yulianti –  Fransisca Ratnasari: 11-3 / 11-0
- Nining Kustiyaningsih –  Shendy Puspa Irawati: 11-3 / 11-4
- Siti Mahiroh –  Yuan Kartika Putri: 11-9 / 11-3
- Richa Sari Pawestri –  Maria Elfira Christina: 11-8 / 11-7

### Hauptrunde
- Kwon Hee-sook –  Anu Nieminen: 8-11 / 11-8 / 13-12
- Hu Ting –  Ling Wan Ting: 11-8 / 11-4
- Aparna Popat –  Xiao Luxi: 11-3 / 11-8
- Kaori Mori –  Wong Mew Choo: 8-11 / 11-9 / 11-8
- Petra Overzier –  Dian Novita Sari: 5-11 / 11-2 / 11-7
- Jun Jae-youn –  Louisa Koon Wai Chee: 11-2 / 11-5
- Lidya Djaelawijaya –  Siti Mahiroh: 13-12 / 11-8
- Sujitra Ekmongkolpaisarn –  Maria Kristin Yulianti: 11-2 / 11-4
- Liu Fan Frances –  Katja Michalowsky: 13-12 / 4-11 / 11-1
- Karina de Wit –  Wong Miew Kheng: 11-8 / 11-8
- Dewi Tira Arisandi –  Richa Sari Pawestri: 11-5 / 11-8
- Xie Xingfang –  Atu Rosalina: 11-7 / 11-1
- Huang Chia-chi –  Halim Nancy Meisysca: 11-3 / 11-0
- Judith Meulendijks –  Nining Kustiyaningsih: 8-11 / 11-7 / 11-9
- Ng Mee Fen –  Mesinee Mangkalakiri: 11-1 / 11-3
- Camilla Martin –  Ellen Angelina: 11-3 / 11-8
- Hu Ting –  Kwon Hee-sook: 11-3 / 11-5
- Dai Yun –  Maja Tvrdy: 11-3 / 11-1
- Kaori Mori –  Aparna Popat: 11-13 / 11-8 / 11-5
- Zhang Ning –  Silvi Antarini: 11-5 / 13-11
- Jun Jae-youn –  Petra Overzier: 11-1 / 11-1
- Mia Audina –  Liu Zhen: 13-12 / 11-6
- Sujitra Ekmongkolpaisarn –  Lidya Djaelawijaya: 11-1 / 11-2
- Karina de Wit –  Liu Fan Frances: 11-3 / 4-11 / 11-6
- Kim Kyeung-ran –  Yuli Marfuah: 11-4 / 11-7
- Dewi Tira Arisandi –  Nina Weckström: 11-0 / 11-2
- Xie Xingfang –  Huang Chia-chi: 11-5 / 11-0
- Kanako Yonekura –  Juliane Schenk: 11-8 / 11-6
- Ng Mee Fen –  Judith Meulendijks: 8-11 / 11-2
- Zhou Mi –  Adriyanti Firdasari: 11-1 / 11-1
- Camilla Martin –  Hu Ting: 8-11 / 11-4 / 11-8
- Dai Yun –  Kaori Mori: 11-8 / 11-7
- Zhang Ning –  Jun Jae-youn: 11-6 / 11-9
- Sujitra Ekmongkolpaisarn –  Mia Audina: 4-11 / 11-9 / 13-10
- Kim Kyeung-ran –  Karina de Wit: 11-2 / 11-0
- Gong Ruina –  Dewi Tira Arisandi: 11-1 / 11-1
- Xie Xingfang –  Kanako Yonekura: 11-2 / 11-6
- Zhou Mi –  Ng Mee Fen: 11-7 / 11-1

### Endrunde
|  | Viertelfinale | Viertelfinale            | Viertelfinale | Viertelfinale | Viertelfinale | Viertelfinale | Viertelfinale |    |            | Halbfinale | Halbfinale | Halbfinale | Halbfinale | Halbfinale | Halbfinale | Halbfinale |  |  | Finale | Finale | Finale | Finale | Finale | Finale | Finale |
|  |               |                          |               |               |               |               |               |    |            |            |            |            |            |            |            |            |  |  |        |        |        |        |        |        |        |
|  |               | Gong Ruina               | 6             | 11            | 11            |               |               |    |            |            |            |            |            |            |            |            |  |  |        |        |        |        |        |        |        |
|  |               | Kim Kyeung-ran           | 11            | 2             | 4             |               |               |    |            |            |            |            |            |            |            |            |  |  |        |        |        |        |        |        |        |
|  |               | Kim Kyeung-ran           | 11            | 2             | 4             | Gong Ruina    | 11            | 11 |            |            |            |            |            |            |            |            |  |  |        |        |        |        |        |        |        |
|  |               |                          |               |               |               |               |               | 11 |            |            |            |            |            |            |            |            |  |  |        |        |        |        |        |        |        |
|  |               |                          | Zhou Mi       | 2             | 4             |               |               |    |            |            |            |            |            |            |            |            |  |  |        |        |        |        |        |        |        |
|  |               | Xie Xingfang             | Zhou Mi       | 2             | 4             | 9             | 11            | 12 |            |            |            |            |            |            |            |            |  |  |        |        |        |        |        |        |        |
|  |               |                          |               |               |               |               |               | 12 |            |            |            |            |            |            |            |            |  |  |        |        |        |        |        |        |        |
|  |               | Zhou Mi                  | 11            | 6             | 13            |               |               |    |            |            |            |            |            |            |            |            |  |  |        |        |        |        |        |        |        |
|  |               |                          |               |               |               |               |               |    | Gong Ruina | 11         | 11         |            |            |            |            |            |  |  |        |        |        |        |        |        |        |
|  |               |                          | Zhang Ning    | 6             | 7             |               |               |    |            |            |            |            |            |            |            |            |  |  |        |        |        |        |        |        |        |
|  |               | Dai Yun                  | 7             | 11            | 11            |               |               |    |            |            |            |            |            |            |            |            |  |  |        |        |        |        |        |        |        |
|  |               | Camilla Martin           | 11            | 7             | 7             |               |               |    |            |            |            |            |            |            |            |            |  |  |        |        |        |        |        |        |        |
|  |               | Camilla Martin           | 11            | 7             | 7             | Dai Yun       | 2             | 9  |            |            |            |            |            |            |            |            |  |  |        |        |        |        |        |        |        |
|  |               |                          |               |               |               |               |               | 9  |            |            |            |            |            |            |            |            |  |  |        |        |        |        |        |        |        |
|  |               |                          | Zhang Ning    | 11            | 11            |               |               |    |            |            |            |            |            |            |            |            |  |  |        |        |        |        |        |        |        |
|  |               | Sujitra Ekmongkolpaisarn | Zhang Ning    | 11            | 11            | 11            | 8             | 1  |            |            |            |            |            |            |            |            |  |  |        |        |        |        |        |        |        |
|  |               |                          |               |               |               |               |               | 1  |            |            |            |            |            |            |            |            |  |  |        |        |        |        |        |        |        |
|  |               | Zhang Ning               | 1             | 11            | 11            |               |               |    |            |            |            |            |            |            |            |            |  |  |        |        |        |        |        |        |        |

## Herrendoppel

### Qualifikation
- Estrada Erik /  Dp Sandy –  Prananta Bayu /  Sofyan: 15-12 / 17-14
- Subagja /  Gito Sugiarto –  Achmad Rivai /  Tommy Sugiarto: 15-5 / 17-14
- Suherlan /  Yoga Ukikasah –  Satya Adi Nugroho /  Dimas Lesmana Raymond: 12-15 / 17-16 / 15-9
- Alroy Tanama Putra /  Rizal –  Putra Aditya /  I Made Agung: 15-4 / 15-11
- Nur Cahyao /  Tri Cahyo –  Febriyanto /  Yudi Kurnia: 17-14 / 15-11
- Ruben Gordown Khosadalina /  Restu Basuki Prasetyo –  Yohan Hadikusumo Wiratama /  Ng Wei: 15-1 / 15-5
- Mega Berlian Adhitya /  Rendra Wijaya –  I Made Citra /  Viki Indra Okvana: 15-13 / 15-12
- Aji Basuki /  Devin Lahardi Fitriawan –  Estrada Erik /  Dp Sandy: 15-0 / 15-4
- Reony Mainaky /  Marleve Mainaky –  Subagja /  Gito Sugiarto: 15-9 / 15-5
- Suherlan /  Yoga Ukikasah –  Billy Gunwan /  Adrian Kusnanto: 15-13 / 11-15 / 15-11
- Alroy Tanama Putra /  Rizal –  Muhammad Nadip /  Andrew Pribadi: 15-8 / 15-9
- Nur Cahyao /  Tri Cahyo –  Johan Erwin /  Allen Suteja: 14-17 / 15-1 / 15-10
- Ruben Gordown Khosadalina /  Restu Basuki Prasetyo –  Mega Berlian Adhitya /  Rendra Wijaya: 15-2 / 15-6

### Hauptrunde
- Jochen Cassel /  Joachim Tesche –  Alvent Yulianto /  Enroe: 17-15 / 7-15 / 15-6
- Keita Masuda /  Tadashi Ohtsuka –  Howard Bach /  Kevin Han: 15-10 / 15-10
- Zakry Abdul Latif /  Fairuzizuan Tazari –  Henrik Andersson /  Fredrik Bergström: 15-8 / 15-10
- Jesper Christensen /  Thomas Laybourn –  Alroy Tanama Putra /  Rizal: 15-11 / 15-5
- Chen Qiqiu /  Liu Yong –  Sebastian Schöttler /  Roman Spitko: 15-2 / 15-1
- Bambang Suprianto /  Nova Widianto –  Reony Mainaky /  Marleve Mainaky: 15-6 / 5-15 / 15-9
- Anthony Clark /  Björn Siegemund –  Wahyu Agung /  Endra Mulyana Mulyajaya: 13-15 / 15-9 / 15-5
- Josemari Fujimoto /  Sho Sasaki –  Albertus Susanto Njoto /  Wong Tsz Yin: 15-13 / 15-3
- Graham Hurrell /  Ian Sullivan –  Arnd Vetters /  Franklin Wahab: 15-2 / 15-7
- Tsai Chia-hsin /  Tseng Chung-lin –  Shuichi Nakao /  Shuichi Sakamoto: 15-13 / 12-15 / 17-16
- Eng Hian /  Flandy Limpele –  Aji Basuki /  Devin Lahardi Fitriawan: 15-9 / 15-9
- Sudket Prapakamol /  Khunakorn Sudhisodhi –  Kristof Hopp /  Thomas Tesche: 17-15 / 15-13
- Asjiking /  Setia Atmaja Pribadi –  Norio Imai /  Hiroshi Ohyama: 10-15 / 15-13 / 15-6
- Davis Efraim /  Karel Mainaky –  Nur Cahyao /  Tri Cahyo: 15-9 / 15-13
- Liu Kwok Wa /  Yau Tsz Yuk –  Jeremy Gan /  Ng Kean Kok: 7-15 / 15-13 / 15-12
- Jens Eriksen /  Martin Lundgaard Hansen –  Stephen Foster /  Paul Trueman: 15-10 / 15-10
- Keita Masuda /  Tadashi Ohtsuka –  Jochen Cassel /  Joachim Tesche: 15-7 / 15-10
- Halim Haryanto /  Tri Kusharyanto –  Ruben Gordown Khosadalina /  Restu Basuki Prasetyo: 15-4 / 15-3
- Zakry Abdul Latif /  Fairuzizuan Tazari –  Jesper Christensen /  Thomas Laybourn: 15-6 / 6-15 / 15-7
- Lee Dong-soo /  Yoo Yong-sung –  Hong Chieng Hun /  Lin Woon Fui: 15-4 / 9-15 / 15-13
- Chen Qiqiu /  Liu Yong –  Bambang Suprianto /  Nova Widianto: 15-8 / 15-8
- Tesana Panvisavas /  Pramote Teerawiwatana –  Michael Lamp /  Michael Søgaard: 15-11 / 15-6
- Anthony Clark /  Björn Siegemund –  Josemari Fujimoto /  Sho Sasaki: 15-5 / 15-7
- Graham Hurrell /  Ian Sullivan –  Hendra Gunawan /  Imam Sodikin: 15-5 / 15-9
- Zhang Jun /  Zhang Wei –  Suherlan /  Yoga Ukikasah: 15-5 / 15-1
- Eng Hian /  Flandy Limpele –  Tsai Chia-hsin /  Tseng Chung-lin: 15-3 / 15-6
- Lars Paaske /  Jonas Rasmussen –  Markis Kido /  Rian Sukmawan: 15-6 / 15-3
- Sudket Prapakamol /  Khunakorn Sudhisodhi –  Asjiking /  Setia Atmaja Pribadi: 15-4 / 15-10
- Jesper Larsen /  Jim Laugesen –  Joko Riyadi /  Hendra Setiawan: 15-7 / 15-10
- Davis Efraim /  Karel Mainaky –  Liu Kwok Wa /  Yau Tsz Yuk: 7-15 / 15-7 / 15-10
- Sigit Budiarto /  Candra Wijaya –  Ha Tae-kwon /  Kim Dong-moon: 15-2 / 15-10
- Jens Eriksen /  Martin Lundgaard Hansen –  Keita Masuda /  Tadashi Ohtsuka: 15-5 / 15-10
- Halim Haryanto /  Tri Kusharyanto –  Zakry Abdul Latif /  Fairuzizuan Tazari: 15-7 / 15-3
- Lee Dong-soo /  Yoo Yong-sung –  Chen Qiqiu /  Liu Yong: 15-5 / 15-8
- Tesana Panvisavas /  Pramote Teerawiwatana –  Anthony Clark /  Björn Siegemund: 17-14 / 15-0
- Zhang Jun /  Zhang Wei –  Graham Hurrell /  Ian Sullivan: 15-10 / 15-8
- Eng Hian /  Flandy Limpele –  Lars Paaske /  Jonas Rasmussen: 15-12 / 15-6
- Jesper Larsen /  Jim Laugesen –  Sudket Prapakamol /  Khunakorn Sudhisodhi: 15-4 / 15-10
- Sigit Budiarto /  Candra Wijaya –  Davis Efraim /  Karel Mainaky: 15-5 / 10-15 / 15-5
- Halim Haryanto /  Tri Kusharyanto –  Jens Eriksen /  Martin Lundgaard Hansen: 9-15 / 15-13 / 15-3
- Lee Dong-soo /  Yoo Yong-sung –  Tesana Panvisavas /  Pramote Teerawiwatana: 15-10 / 15-5
- Eng Hian /  Flandy Limpele –  Zhang Jun /  Zhang Wei: 15-5 / 15-8
- Sigit Budiarto /  Candra Wijaya –  Jesper Larsen /  Jim Laugesen: 10-15 / 15-11 / 15-9
- Lee Dong-soo /  Yoo Yong-sung –  Halim Haryanto /  Tri Kusharyanto: 15-4 / 15-8
- Eng Hian /  Flandy Limpele –  Sigit Budiarto /  Candra Wijaya: 9-15 / 15-5 / 15-1
- Lee Dong-soo /  Yoo Yong-sung –  Eng Hian /  Flandy Limpele: 15-10 / 15-11

## Damendoppel

### Qualifikation
- Irene /  Marlina Lina –  Kunthi Dian /  Citra Riza: 11-1 / 11-1
- Angeline /  Yeni Diah –  Angeline /  Haleyna: 11-7 / 11-5
- Adelita Firbaya /  Winaryanti Frida –  Sulistyowati Dewi /  Marliawati Nina: 11-2 / 11-4
- Meiliana Jauhari /  Yanti Purwanti –  Fransisca Ratnasari /  Marissa Ip: 11-7 / 11-8
- Heni Budiman /  Greysia Polii –  Pipit Dian Apsari /  Nadia Ivana: 2-11 / 11-7 / 11-5
- Priyanti Cahyaning /  Dwi Ratna –  D. Jessica /  Shendy Puspa Irawati: 11-3 / 11-2
- Andriyani Nurul /  Mona Santoso –  Cipto Dewi /  Ratih: 11-3 / 11-4
- Natalia Poluakan /  Rani Mundiasti –  Irene /  Marlina Lina: 13-12 / 11-2
- Angeline /  Yeni Diah –  Adelita Firbaya /  Winaryanti Frida: 11-8 / 11-3
- Heni Budiman /  Greysia Polii –  Meiliana Jauhari /  Yanti Purwanti: 11-8 / 13-12
- Andriyani Nurul /  Mona Santoso –  Priyanti Cahyaning /  Dwi Ratna: 11-5 / 11-4

### Hauptrunde
- Pernille Harder /  Mette Schjoldager –  Carina Mette /  Kathrin Piotrowski: 13-12 / 11-5
- Hwang Yu-mi /  Lee Hyo-jung –  Dai Yun /  Zhou Mi: 11-8 / 11-5
- Wei Yili /  Zhang Jiewen –  Louisa Koon Wai Chee /  Li Wing Mui: 11-1 / 11-1
- Diah Novita /  Rosie Riani –  Ninna Ernita /  Donna Kellogg: 11-8 / 11-0
- Sujitra Ekmongkolpaisarn /  Saralee Thungthongkam –  Deyana Lomban /  Vita Marissa: 11-9 / 11-9
- Heni Budiman /  Greysia Polii –  Andriyani Nurul /  Mona Santoso: 0-11 / 11-1 / 11-6
- Liu Zhen /  Xiao Luxi –  Seiko Yamada /  Shizuka Yamamoto: 3-11 / 11-9 / 11-7
- Gong Ruina /  Zhang Ning –  Monica Permadi /  Holly Yosiana: 11-0 / 11-0
- Chikako Nakayama /  Keiko Yoshitomi –  Sukma Wijaya Devi /  Liliyana Natsir: 11-6 / 2-11 / 11-4
- Huang Nanyan /  Yang Wei –  Angeline /  Yeni Diah: 11-5 / 11-0
- Eny Erlangga /  Jo Novita –  Hu Ting /  Xie Xingfang: 9-11 / 11-1 / 11-0
- Lee Kyung-won /  Ra Kyung-min –  Natalia Poluakan /  Rani Mundiasti: 11-1 / 11-3
- Lita Nurlita /  Endang Nursugianti –  Kaori Mori /  Megumi Oniike: 11-5 / 11-4
- Jane F. Bramsen /  Ann-Lou Jørgensen –  Cheng Wen-hsing /  Chien Yu-chin: 11-5 / 9-11 / 11-9
- Lotte Jonathans /  Rikke Olsen –  Sandra Marinello /  Juliane Schenk: 11-6 / 4-11 / 11-1
- Gao Ling /  Huang Sui –  Nina Weckström /  Anu Nieminen: 11-1 / 11-0
- Pernille Harder /  Mette Schjoldager –  Hwang Yu-mi /  Lee Hyo-jung: 11-6 / 13-12
- Wei Yili /  Zhang Jiewen –  Diah Novita /  Rosie Riani: 11-0 / 11-1
- Sujitra Ekmongkolpaisarn /  Saralee Thungthongkam –  Heni Budiman /  Greysia Polii: 11-1 / 11-1
- Gong Ruina /  Zhang Ning –  Liu Zhen /  Xiao Luxi: 11-1 / 11-1
- Huang Nanyan /  Yang Wei –  Chikako Nakayama /  Keiko Yoshitomi: 13-11 / 11-4
- Lee Kyung-won /  Ra Kyung-min –  Eny Erlangga /  Jo Novita: 11-9 / 11-4
- Jane F. Bramsen /  Ann-Lou Jørgensen –  Lita Nurlita /  Endang Nursugianti: 11-4 / 11-1
- Gao Ling /  Huang Sui –  Lotte Jonathans /  Rikke Olsen: 11-4 / 11-7
- Wei Yili /  Zhang Jiewen –  Pernille Harder /  Mette Schjoldager: 11-3 / 11-5
- Sujitra Ekmongkolpaisarn /  Saralee Thungthongkam –  Gong Ruina /  Zhang Ning: 11-6 / 4-11 / 13-10
- Lee Kyung-won /  Ra Kyung-min –  Huang Nanyan /  Yang Wei: 3-11 / 11-6 / 11-4
- Gao Ling /  Huang Sui –  Jane F. Bramsen /  Ann-Lou Jørgensen: 11-0 / 11-4
- Sujitra Ekmongkolpaisarn /  Saralee Thungthongkam –  Wei Yili /  Zhang Jiewen: 11-3 / 11-9
- Gao Ling /  Huang Sui –  Lee Kyung-won /  Ra Kyung-min: 11-4 / 11-6
- Gao Ling /  Huang Sui –  Sujitra Ekmongkolpaisarn /  Saralee Thungthongkam: 11-5 / 11-4

## Mixed

### Qualifikation
- Khankham Malaythong /  Mesinee Mangkalakiri –  Asy King /  Maja Tvrdy: 11-9 / 3-11 / 13-11
- Aji Basuki /  Greysia Polii –  Josemari Fujimoto /  Seiko Yamada: 11-4 / 11-7
- Mega Berlian Adhitya /  Heni Budiman –  I Made Agung /  Sulistyowati Dewi: 11-5 / 11-5
- Ninna Ernita /  Cholis Nurdianto –  Farhad /  Gustiani Megawati: 11-3 / 11-2
- Rizal /  Nadia Ivana –  Titon Gustaman /  Monica Permadi: 11-9 / 11-7
- Tseng Chung-lin /  Chien Yu-chin –  Restu Basuki Prasetyo /  Adelita Firbaya: 11-7 / 11-7
- Setia Atmaja Pribadi /  Mona Santoso –  Ginting /  Citra Riza: 11-1 / 11-0
- Shuichi Sakamoto /  Keiko Yoshitomi –  Adrian Kusnanto /  Yanti Purwanti: 9-11 / 11-1 / 11-0
- Alroy Tanama Putra /  Pipit Dian Apsari –  Devin Lahardi Fitriawan /  Andriyani Nurul: 4-11 / 11-5 / 11-9
- Hendra Setiawan /  Sukma Wijaya Devi –  Yoga Ukikasah /  Angeline: 11-2 / 11-4
- Ruben Gordown Khosadalina /  Winaryanti Frida –  Suherlan /  Olivia: 11-2 / 11-6
- Aji Basuki /  Greysia Polii –  Khankham Malaythong /  Mesinee Mangkalakiri: 11-6 / 11-9
- Mega Berlian Adhitya /  Heni Budiman –  Yudi Kurnia /  Angeline: 11-8 / 11-7
- Markis Kido /  Liliyana Natsir –  Ninna Ernita /  Cholis Nurdianto: 11-5 / 11-4
- Tseng Chung-lin /  Chien Yu-chin –  Rizal /  Nadia Ivana: 13-10 / 11-7
- Setia Atmaja Pribadi /  Mona Santoso –  Shuichi Sakamoto /  Keiko Yoshitomi: 12-13 / 11-9 / 11-6
- Jochen Cassel /  Sandra Marinello –  Alroy Tanama Putra /  Pipit Dian Apsari: 11-0 / 9-11 / 11-8
- Hendra Setiawan /  Sukma Wijaya Devi –  Allen Suteja /  Veronica: 11-2 / 11-3
- Ruben Gordown Khosadalina /  Winaryanti Frida –  Wong Tsz Yin /  Halim Nancy Meisysca: 11-4 / 11-2
- Aji Basuki /  Greysia Polii –  Mega Berlian Adhitya /  Heni Budiman: 11-6 / 11-4
- Markis Kido /  Liliyana Natsir –  Tseng Chung-lin /  Chien Yu-chin: 11-2 / 11-5
- Setia Atmaja Pribadi /  Mona Santoso –  Jochen Cassel /  Sandra Marinello: 11-8 / 4-11 / 11-8
- Ruben Gordown Khosadalina /  Winaryanti Frida –  Hendra Setiawan /  Sukma Wijaya Devi: 13-12 / 13-10

### Hauptrunde
- Jens Eriksen /  Mette Schjoldager –  Thomas Tesche /  Carina Mette: 11-2 / 11-1
- Chen Qiqiu /  Zhang Jiewen –  Ronne Maykel Runtolalu /  Lelyana Daisy Chandra: 6-11 / 11-2 / 11-1
- Anggun Nugroho /  Eny Widiowati –  Fredrik Bergström /  Jenny Karlsson: 13-12 / 11-6
- Lars Paaske /  Pernille Harder –  Ruben Gordown Khosadalina /  Winaryanti Frida: 11-1 / 11-2
- Jonas Rasmussen /  Jane F. Bramsen –  Tsai Chia-hsin /  Cheng Wen-hsing: 11-1 / 11-7
- Tadashi Ohtsuka /  Shizuka Yamamoto –  Anthony Clark /  Donna Kellogg: 11-5 / 11-7
- Nova Widianto /  Vita Marissa –  Markis Kido /  Liliyana Natsir: 11-9 / 11-5
- Lee Jae-jin /  Hwang Yu-mi –  Albertus Susanto Njoto /  Li Wing Mui: 11-2 / 11-9
- Zhang Jun /  Gao Ling –  Kristof Hopp /  Kathrin Piotrowski: 11-2 / 11-5
- Tri Kusharyanto /  Emma Ermawati –  Khunakorn Sudhisodhi /  Saralee Thungthongkam: 11-4 / 11-8
- Michael Lamp /  Ann-Lou Jørgensen –  Hiroshi Ohyama /  Megumi Oniike: 11-2 / 11-3
- Chris Bruil /  Lotte Jonathans –  Liu Kwok Wa /  Wang Chen: 11-2 / 11-0
- Norio Imai /  Chikako Nakayama –  Setia Atmaja Pribadi /  Mona Santoso: 7-11 / 11-6 / 11-6
- Bambang Suprianto /  Minarti Timur –  Björn Siegemund /  Nicol Pitro: 11-2 / 13-12
- Yau Tsz Yuk /  Louisa Koon Wai Chee –  Aji Basuki /  Greysia Polii: 8-11 / 13-11 / 11-3
- Michael Søgaard /  Rikke Olsen –  Robby Istanta /  Tetty Yunita: 11-2 / 4-11 / 11-5
- Jens Eriksen /  Mette Schjoldager –  Chen Qiqiu /  Zhang Jiewen: 11-4 / 11-6
- Anggun Nugroho /  Eny Widiowati –  Lars Paaske /  Pernille Harder: 11-5 / 11-7
- Jonas Rasmussen /  Jane F. Bramsen –  Tadashi Ohtsuka /  Shizuka Yamamoto: 11-2 / 11-7
- Nova Widianto /  Vita Marissa –  Lee Jae-jin /  Hwang Yu-mi: 11-8 / 11-8
- Zhang Jun /  Gao Ling –  Tri Kusharyanto /  Emma Ermawati: 13-10 / 11-3
- Chris Bruil /  Lotte Jonathans –  Michael Lamp /  Ann-Lou Jørgensen: 11-1 / 2-11 / 11-7
- Bambang Suprianto /  Minarti Timur –  Norio Imai /  Chikako Nakayama: 11-1 / 11-3
- Michael Søgaard /  Rikke Olsen –  Yau Tsz Yuk /  Louisa Koon Wai Chee: 11-8 / 11-6
- Jens Eriksen /  Mette Schjoldager –  Anggun Nugroho /  Eny Widiowati: 9-11 / 11-2 / 11-4
- Nova Widianto /  Vita Marissa –  Jonas Rasmussen /  Jane F. Bramsen: 11-7 / 11-1
- Zhang Jun /  Gao Ling –  Chris Bruil /  Lotte Jonathans: 11-2 / 11-3
- Bambang Suprianto /  Minarti Timur –  Michael Søgaard /  Rikke Olsen: 11-5 / 4-11 / 11-2
- Nova Widianto /  Vita Marissa –  Jens Eriksen /  Mette Schjoldager: 13-11 / 11-7
- Bambang Suprianto /  Minarti Timur –  Zhang Jun /  Gao Ling: 11-5 / 5-11 / 11-9
- Bambang Suprianto /  Minarti Timur –  Nova Widianto /  Vita Marissa: 11-7 / 11-3